# Bangladesz na Letnich Igrzyskach Olimpijskich 1988
Bangladesz na Letnich Igrzyskach Olimpijskich 1988 reprezentowało 6 zawodników, byli to sami mężczyźni.

## Skład kadry

### Lekkoatletyka
- Mohamed Shah Jalal
  - Bieg na 100 m (odpadł w 1 rundzie eliminacji)
  - Bieg na 200 m (odpadł w 2 rundzie eliminacji)

- Mohamed Hossain Milzer
  - Bieg na 400 m (odpadł w 2 rundzie eliminacji)
  - Bieg na 800 m (odpadł w 2 rundzie eliminacji)

- Mohamed Mehdi Hasan
  - Bieg na 400 m (odpadł w 1 rundzie eliminacji)

- Shahanuddin Choudhury, Mohamed Shah Alam, Mohamed Mehdi Hasan, Mohamed Hossain Milzer
  - Sztafeta 4 × 100 m – 24. miejsce

- Shahanuddin Choudhury
  - Skok w dal – nie ukończył

### Pływanie
- Bazlur Mohamed Rahman
  - 100 m stylem klasycznym – 58. miejsce

- Salam Mohamed Abdul Salam
  - 100 m stylem motylkowym – 48. miejsce